# Lijst van voorzitters van de Nationale Vergadering (Bataafse Republiek)
Dit is een lijst van voorzitters van de Eerste en Tweede Nationale Vergadering van de Bataafse Republiek. Zie ook: Lijst van voorzitters van de Bataafse Republiek.
| Eerste Nationale Vergadering |                   |                                                 |
| 1 maart 1796                 | 17 maart 1796     | Pieter Paulus                                   |
| 17 maart 1796                | 2 april 1796      | Pieter Leonard van de Kasteele (1748-1810)      |
| 2 april 1796                 | 18 april 1796     | Albert Johan de Sitter (1748-1814)              |
| 18 april 1796                | 2 mei 1796        | Jan Bernd Bicker (1746-1812)                    |
| 2 mei 1796                   | 17 mei 1796       | Daniël Cornelis de Leeuw (1747-1834)            |
| 17 mei 1796                  | 30 mei 1796       | Rutger Jan Schimmelpenninck                     |
| 30 mei 1796                  | 13 juni 1796      | Jan Arend de Vos van Steenwijk (1746-1813)      |
| 13 juni 1796                 | 27 juni 1796      | Jacob George Hieronymus Hahn                    |
| 27 juni 1796                 | 11 juli 1796      | Paulus Hartog (1735-1805)                       |
| 11 juli 1796                 | 25 juli 1796      | Willem Aernout de Beveren                       |
| 25 juli 1796                 | 8 augustus 1796   | Ludovicus Timon de Kempenaer (1752-1812)        |
| 8 augustus 1796              | 22 augustus 1796  | Jan Pieter van Wickevoort Crommelin (1763-1837) |
| 22 augustus 1796             | 5 september 1796  | Paulus Emmanuel Anthony de la Court (1760-1848) |
| 5 september 1796             | 19 september 1796 | Jacob Jan Cambier (1756-1831)                   |
| 19 september 1796            | 3 oktober 1796    | Jacobus Kantelaar (1759-1821)                   |
| 3 oktober 1796               | 17 oktober 1796   | Tammo Adriaan ten Berge (1756-1830)             |
| 17 oktober 1796              | 31 oktober 1796   | Bernardus Blok (1756-1818)                      |
| 31 oktober 1796              | 14 november 1796  | Gerrit David Jordens                            |
| 14 november 1796             | 28 november 1796  | Abraham Gijsbertus Verster (1751-1841)          |
| 28 november 1796             | 12 december 1796  | IJsbrand van Hamelsveld (1743-1812)             |
| 12 december 1796             | 27 december 1796  | Cornelis van Lennep (1751-1813)                 |
| 27 december 1796             | 9 januari 1797    | Jan Hendrik Stoffenberg (1749-1838)             |
| 9 januari 1797               | 23 januari 1797   | Lambert Engelbert van Eck (1754-1803)           |
| 23 januari 1797              | 6 februari 1797   | Willem Queysen (1754-1817)                      |
| 6 februari 1797              | 20 februari 1797  | Carel de Vos van Steenwijk (1759-1830)          |
| 20 februari 1797             | 6 maart 1797      | Hendrik van Castrop (1736-1806)                 |
| 6 maart 1797                 | 20 maart 1797     | Meinardus Siderius (1754-1829)                  |
| 20 maart 1797                | 3 april 1797      | Cornelis Willem de Rhoer (1751-1821)            |
| 3 april 1797                 | 18 april 1797     | Jan Couperus (1755-1833)                        |
| 18 april 1797                | 1 mei 1797        | Jacob Abraham de Mist (1749-1823)               |
| 1 mei 1797                   | 15 mei 1797       | Jan Bernd Bicker                                |
| 15 mei 1797                  | 29 mei 1797       | Rutger Jan Schimmelpenninck                     |
| 29 mei 1797                  | 12 juni 1797      | Gerard Willem van Marle (1752-1799)             |
| 12 juni 1797                 | 26 juni 1797      | Herman Hendrik Vitringa (1757-1801)             |
| 26 juni 1797                 | 10 juli 1797      | Johan Herman de Lange                           |
| 10 juli 1797                 | 24 juli 1797      | Ambrosius Justus Zubli (1751-1820)              |
| 24 juli 1797                 | 7 augustus 1797   | Willem Hendrik Teding van Berkhout (1745-1809)  |
| 7 augustus 1797              | 21 augustus 1797  | Scato Trip (1742-1822)                          |
| 21 augustus 1797             | 1 september 1797  | Pieter Leonard van de Kasteele                  |
| Tweede Nationale Vergadering |                   |                                                 |
| 1 september 1797             | 18 september 1797 | Jan David Pasteur (1753-1804)                   |
| 18 september 1797            | 2 oktober 1797    | Adrianus Ploos van Amstel (1749-1816)           |
| 2 oktober 1797               | 16 oktober 1797   | Joachim Nuhout van der Veen (1756-1833)         |
| 16 oktober 1797              | 30 oktober 1797   | Hugo Gevers (1765-1852)                         |
| 30 oktober 1797              | 13 november 1797  | Jacob van Manen (1752-1822)                     |
| 13 november 1797             | 27 november 1797  | Pieter Vreede (1750-1837)                       |
| 27 november 1797             | 11 december 1797  | Stefanus Jacobus van Langen (1758-1847)         |
| 11 december 1797             | 27 december 1797  | Jacobus Blaauw (1756-1829)                      |
| 27 december 1797             | 8 januari 1798    | Joan Bernard Auffmorth (1744-1831)              |
| 8 januari 1798               | 22 januari 1798   | Johan Frederik Rudolph van Hooff (1755-1816)    |
| 22 januari 1798              | 25 januari 1798   | Johannes Henricus Midderigh                     |